# Meribbaal (syn Jonatana)
Meribbaal, Mefiboszet – postać biblijna, syn Jonatana, wnuk pierwszego króla Izraela, Saula.
Według Drugiej Księgi Samuela, Meribbaal miał 5 lat w chwili śmierci Saula i Jonatana, co oznacza, iż urodził się ok. 1015 r. p.n.e.
We wczesnym okresie panowania króla Dawida Meribbaal mieszkał w domu Makira, syna Ammiela, z Lo-Debar. Z rozkazu Dawida przybył on do Jerozolimy. Dawid w akcie miłosierdzia zwrócił mu całe mienie będące uprzednio w posiadaniu Saula i ustanowił Sibę jego zarządcą. Sam Meribbaal został zaś w Jerozolimie jako dworzanin na utrzymaniu króla Dawida. 
Podczas buntu Absaloma Meribbaal został w Jerozolimie. Jego sługa, Siba, przekazał Dawidowi, iż Meribbaal popiera bunt i dostrzega w tym szansę na odzyskanie należnego mu królestwa. Dawid usłyszawszy to, przekazał Sibie cały majątek, którym ten zarządzał w imieniu Meribbaala.
Po klęsce Absaloma Meribbaal, który od chwili opuszczenia przez króla stolicy nie mył się, nie golił i nie prał szat, wyszedł na spotkanie powracającemu do Jerozolimy Dawidowi. Wytłumaczył on przed Dawidem swoje pozostanie w Jerozolimie, a także stwierdził, iż padł ofiarą oszczerstwa ze strony Siby. Następnie zgodnie z wyrokiem Dawida Meribbaal i Siba mieli podzielić między sobą pola Meribbaala, uprzednio w całości przekazane Sibie.
Miał syna, któremu na imię było Mika.
Jest wymieniany w rodowodzie Saula w Pierwszej Księdze Kronik.